# Mantas Jurgutis
Mantas Jurgutis (* 1987) ist ein litauischer liberaler Politiker, Vizebürgermeister von Kaunas.

## Leben
Nach dem Abitur am Gymnasium in seiner Heimatstadt Kaunas absolvierte Mantas Jurgutis das Bachelorstudium an Vytauto Didžiojo universitetas. Beim Studium war er aktiv bei AIESEC und vielen Jugendorganisationen (wie Kauno jaunimo organizacijų sajunga "Apskritasis stalas", LR jaunimo reikalų taryba, Lietuvos jaunimo organizacijų sąjunga, Europos jaunimo forumas).
Von 2015 bis 2019 war er Mitglied im Rat der Stadtgemeinde Kaunas. Dort leitete er die Fraktion von Vieningas Kaunas. Seit Juli 2019 ist Mantas Jurgutis Stellvertreter des Bürgermeisters der Gemeinde.
Mantas Jurgutis ist Mitglied von Vieningas Kaunas.